# 克洛伊·丹尼尔斯
克洛伊·丹尼尔斯（英語：Chloe Daniels，2003年4月27日—），加拿大女子橄榄球运动员。她曾代表加拿大七人制国家队参加2024年夏季奥林匹克运动会七人制橄榄球比赛，获得一枚银牌。